# 1870 год в истории железнодорожного транспорта
1870 год в истории железнодорожного транспорта

## События
- 6 мая (24 апреля по старому стилю) — Акционерное общество Новогородской железной дороги получает концессию на строительство узкоколейной железной дороги от линии Николаевской железной дороги до Великого Новгорода[1].
- 1 июня — открыт второй путь на всём протяжении Рязанско-Козловской железной дороги, являвшейся на тот момент самой грузонапряжённой.
- 9 августа — открыто движение на участке Тамбов — Умёт Тамбово-Саратовской железной дороги.
- Построена железнодорожная линия Москва — Смоленск.
- Построена Beach Pneumatic Transit — демонстрационная линия пневматической железной дороги в американском Нью-Йорке.
- По трассе Москва — Сергиев Посад — Александров — Ярославль (Московско-Ярославская железная дорога) прошёл первый поезд.
- Основана Железная дорога острова Мэн.

## Персоны

### Родились
- 3 июля Красин, Леонид Борисович — советский государственный и партийный деятель.